# Deutscher Kritikerpreis
Le prix de la critique allemande (Deutscher Kritikerpreis) est un prix culturel décerné tous les ans depuis 1951 par l'association des critiques allemands.
Le prix, sans dotation, est réparti jusqu'en 2009 dans les catégories architecture, arts visuels, télévision, cinéma, radiodiffusion, littérature, musique, danse et théâtre.

## Lauréats (sélection)

### Architecture
Kuehn Malvezzi (2009), Gion A. Caminada (2008), Günter Behnisch (prix d'honneur 2008), Andreas Hild (2007), HG Merz (2006), Hufnagel Pütz Rafaelian (2005),
Ulrich Conrads (2004), Carsten Roth (2002), Wandel Hoefer Lorch + Hirsch (2001), Bothe Richter Teherani (1999), Rolf Disch (1998), Zvi Hecker (1995), Stephan Braunfels (1994), Herzog & de Meuron (1993), Ludwig Leo (1988) Karljosef Schattner (1987) Hardt-Waltherr Hämer (1985)

### Arts visuels
Ulrich Wagner (2009), Karina Raeck (2008), Via Lewandowsky (2005), Leiko Ikemura (2001), Mary Bauermeister, (1999), Christiane Meyer et Matthias Müller (1997), Carsten Höller (1996), Jochen Gerz (1995), Katharina Sieverding (1994), Jean-Christophe Ammann (1993), Werner Schmidt (1992), Alf Lechner (1991), Hans Haacke (1990), Lili Fischer (1989), Skulptur Projekt Münster (1987), Ulrich Rückriem (1984), Karl Horst Hödicke (1982), Wolfgang Petrick (1980), Barbara Heinisch (1979), Klaus Staeck (1978), Timm Ulrichs (1977), László Lakner (1976), Rebecca Horn (1975), Klaus Vogelgesang (1974), René Block (1973), Gerd Winner (1971), Markus Lüpertz (1970), Bernd Koberling (1969), Michael Schwarze (1968), Gernot Bubenik (1967), Peter Ackermann (1965), Walter Stöhrer (1964), Karl Prantl (de) (1962), Werner Düttmann (1960), Josef Hegenbarth (1959), Guido Jendritzko (1957), Heinz Trökes (1955), Hans Uhlmann et Theodor Werner (1954), Erich Fritz Reuter (1953), Karl Schmidt-Rottluff (1951), Yasuo Mizui (1962)

### Télévision
La rédaction de l'émission Kulturzeit (2009), Maren Eggert et Matthias Brandt (2008), Zapp (2007), Rhythm Is It! (2005), ARTE-Redaktion (2002), Sonia Seymour Mikich (2001), Spuren der Macht de Herlinde Koelbl (1999), Michael Strauven (1998), Friedhelm Brebeck avec Dirk Sager et Friedrich Schreiber (1997), Christoph Maria Fröhder (1996), HR Feature-Redaktion (1995), Hans-Dieter Grabe (1994), Alfred Biolek (1993), Klaus Bednarz (1992), Dagmar Wittmers (1991) Günter Gaus (1990), Gabriele Krone-Schmalz (1989), Egon Monk (1988), Gordian Troeller (1987), Helmut Dietl (1986), Eberhard Fechner (1984), Dieter Hildebrandt (1983), Bernward Wember (1982), WDR Fernsehen pour la version allemande de Holocaust – Die Geschichte der Familie Weiß (1978), ZDF pour Kennzeichen D (1977), Horst Stern (1976), Gustl Bayrhammer (1975)

### Cinéma
Barbara et Winfried Junge (prix d'honneur 2009), Michael Althen et Hans Helmut Prinzler (2009), Robert Thalheim (2008), Sylvester Groth (2007), Maximilian Brückner (2006), En Garde de Ayşe Polat (2005), Lichter de Hans-Christian Schmid (2004), Berlin is in Germany de Hannes Stöhr (2002), Artur Brauner (prix d'honneur 2002), Tom Tykwer (1998), Helke Misselwitz (1997), Egon Humer (1996), Andreas Gruber (1995), Corinna Harfouch (1994), Volker Koepp (1993), Andreas Dresen (1992), Sophie Maintigneux (1990), Heiner Carow (1989), Nico Hofmann (1988), Jan Schütte (1987), Basis-Film Verleih (1986), Jeanine Meerapfel (1985), Edgar Reitz (1984), Hans-Jürgen Syberberg (1982 et 1968), Margarethe von Trotta (1981), Freunde der Deutschen Kinemathek (1980), Frank Beyer (1979), Josef Rödl (1978), Wim Wenders (1977), Angela Winkler (1975), Ottokar Runze (1974), Wolf Gremm (1973), Jutta Hoffmann et Margarethe von Trotta (1972), Johannes Schaaf (1971 et 1967), Eberhard Fechner (1970), Curt Linda (1969), Alexandra Kluge (1966), Franz Peter Wirth (1963), Boy Gobert (1961), Frank Wisbar (1959), Ottomar Domnick (1957), Kurt Hoffmann (1956), Charles Regnier (1955), Ilse Steppat (1954), Peter Pewas (1951)

### Radio
Hessischer Rundfunk pour Haus der Stimmen, Hörspiel de Silke Scheuermann/Catherine Milliken/Dietmar Wiesner (2009), Deutschlandradio (2008), RBB Kulturradio pour Entführung in die Musik (2007)

### Littérature
Ursula Krechel (2009), Gerlind Reinshagen (2008), Friedrich Christian Delius (2007), Hans-Ulrich Treichel (2006), Institut allemand de littérature de Leipzig (de) (2005), Judith Kuckart (2004), Antje Rávic Strubel (2003), Bodo Kirchhoff (2002), Sherko Fatah (Sonderpreis 2002), Kathrin Schmidt (2001), Thomas Kling (1999), Friederike Kretzen (1998), Manfred Rumpl (1997), Volker Braun (1996), Marcel Beyer (1995), Brigitte Burmeister (1994), Friederike Roth (1993), Herta Müller (1992), Peter Wawerzinek (1991), Merkur (1990), Irene Dische (1989), Jürgen Fuchs (1988), Robert Gernhardt (1987), Einar Schleef (1986), Peter Maiwald (1985), Christoph Hein (1983), Paul Nizon (1982), Sarah Kirsch (1981), Jürgen Becker (1980), Klaus Wagenbach (1979), Hans Magnus Enzensberger (1978 et 1962), Franz Fühmann (1977), Elisabeth Plessen (1976), Christa Reinig (1975), Dolf Sternberger (1974), Horst Krüger (1973), Franz Xaver Kroetz (1972), Peter Hacks (1971), Jean Améry (1970), Dieter Wellershoff (1969), Margret Boveri (1968), Günther Anders 1967), Elias Canetti (1966), Hans Mayer (1965), Peter Härtling (1964), Hans Kudszus (1963), Ingeborg Bachmann (1961), Günter Grass (1960), Theodor W. Adorno (1959), Alfred Andersch (1958), Gertrud Kolmar (1956), Kurt Hiller (1955), Arnold Hauser (1954), Heinrich Böll (1953), Rudolf Hagelstange (1952), Martin Kessel (1951)

### Musique
Lothar Zagrosek (2009), Kolja Lessing (2008), Freiburger Barockorchester (2007), Heiner Goebbels (2003), Claudio Abbado (2002), Artemis-Quartett (2001), Neue Musikzeitung (1999), Grete von Zieritz (Sonderpreis 1999), Siegfried Matthus (1998), Yakov Kreizberg (1997), Winfried Radeke (1995), Concerto Köln (1994), Berthold Goldschmidt (1993), Kurt Sanderling et Günter Wand (1992), Udo Zimmermann (1991), Eberhard Kloke (1990), Ensemble Modern (1989), Sergiu Celibidache (1988 et 1953), Maki Ishii (1987), Herbert Henck (1986), Harry Kupfer (1985), Gerd Albrecht (1984), Musik-Konzepte (1983), Dramaturgie der Oper Frankfurt (1982), Hans-Jürgen von Bose (1981), Junge Deutsche Philharmonie (1980), Brigitte Fassbaender (1979), Wolfgang Sawallisch (1978), Jost Gebers de la Free Music Production (1977), Theodore Bloomfield (1976), José van Dam (1973), Dieter Schnebel (1972), Radio-Symphonie-Orchester Berlin (1971), Aribert Reimann (1970), Karlheinz Zöller (1968), Boris Blacher (1965), Aurèle Nicolet (1963), Carl Ebert (1961), Josef Greindl (1960), Städtische Oper Berlin (1959), Jascha Horenstein (1958), Hermann Scherchen (1957), Ernst Haefliger (1955), Ferenc Fricsay et Carl Mathieu Lange (1952), Elisabeth Grümmer (1951)

### Danse
Heinz Spoerli (2009), Xavier Le Roy (2008), Wladimir Malachow (2007), Polina Semionova (2005), Urs Dietrich (2004), Anne Teresa De Keersmaeker (2003), Gregor Seyffert (2002), Margaret Illmann (2001), Sasha Waltz (1999), Joachim Schlömer (1996), Tom Schilling (1994), Gerhard Bohner (1992 et 1972), Maurice Béjart (1991), Johann Kresnik (1990), Arila Siegert (1989), William Forsythe (1988), Jean Weidt (1986), Susanne Linke (1985), Pina Bausch (1984), Antonio Gades (1983), Reinhild Hoffmann (1982), Birgit Keil (1981), Nele Hertling avec Dirk Scheper (1978), Kurt Jooss (1977), Marcia Haydée (1971), Dore Hoyer (1967 et 1951), Tatjana Gsovsky (1965 et 1953), Konstanze Vernon (1963), Mary Wigman (1961), Judith Dornys (1959), Gert Reinholm (1957)

### Théâtre
Tobias Wellemeyer du Theater Magdeburg (2009), Münchner Kammerspiele (2008), Carmen-Maja Antoni (prix d'honneur 2008), Jürgen Gosch (2006 et 1984), Jossi Wieler (2005), Anne Tismer (2003), Rolf Boysen et Thomas Holtzmann (prix d'honneur 2003), Adolf Dresen (2002 posthume), Dorothee Hartinger (2001), Bremer Shakespeare company (1999), Peter Sodann (1998), Konstanze Lauterbach (1996), Hermann Beil (1995), Dagmar Manzel (1994), Dimiter Gotscheff (1991), Thomas Langhoff (de) (1990), Udo Samel et Peter Simonischek (1989), Roberto Ciulli (1988), Gisela Stein (1987), Andrea Breth (1985), Luc Bondy (1983), Volker Ludwig (1982), Elisabeth Trissenaar (1981), Ernst Wendt (1980), Otto Sander (1979), Niels-Peter Rudolph (1977), George Tabori (1976), Karl-Ernst Herrmann (1975), Bernhard Minetti (1974), Dieter Dorn (1972), Ensemble Peer Gynt der Schaubühne am Halleschen Ufer (1971), Peter Stein (1970), Liselotte Rau (1969), Horst Bollmann (1968), Grete Wurm (1967), Erich Schellow (1966), Stefan Wigger (1965), Konrad Swinarski (1964), Grete Mosheim (1963), Walter Franck (de) (1961), Curt Bois (1960), Klaus Kammer (1958), Friedrich Maurer (1957), Oscar Fritz Schuh (1956), Leopold Rudolf (1955), Schloßpark-Theater Berlin (1953), Rudolf Forster et Martin Held (1952), Maria Becker (1951)

## Source de la traduction
- (de) Cet article est partiellement ou en totalité issu de l’article de Wikipédia en allemand intitulé « Deutscher Kritikerpreis » (voir la liste des auteurs).